# Sonde (medisch)

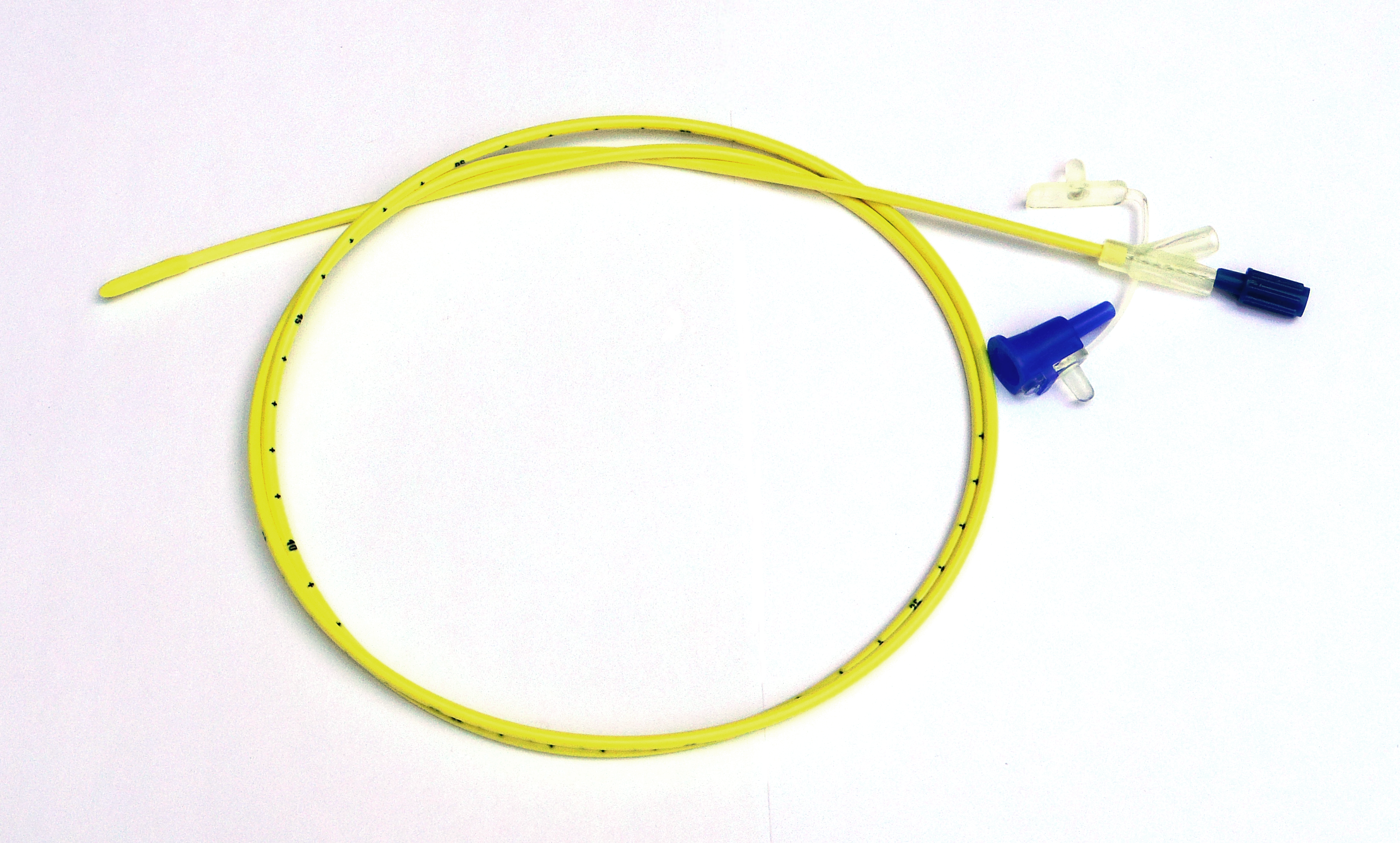
Een sonde

Een sonde is een speciale katheter om vloeibare voeding toe te dienen aan mensen die niet op een normale manier kunnen eten of drinken.

## Inleiding

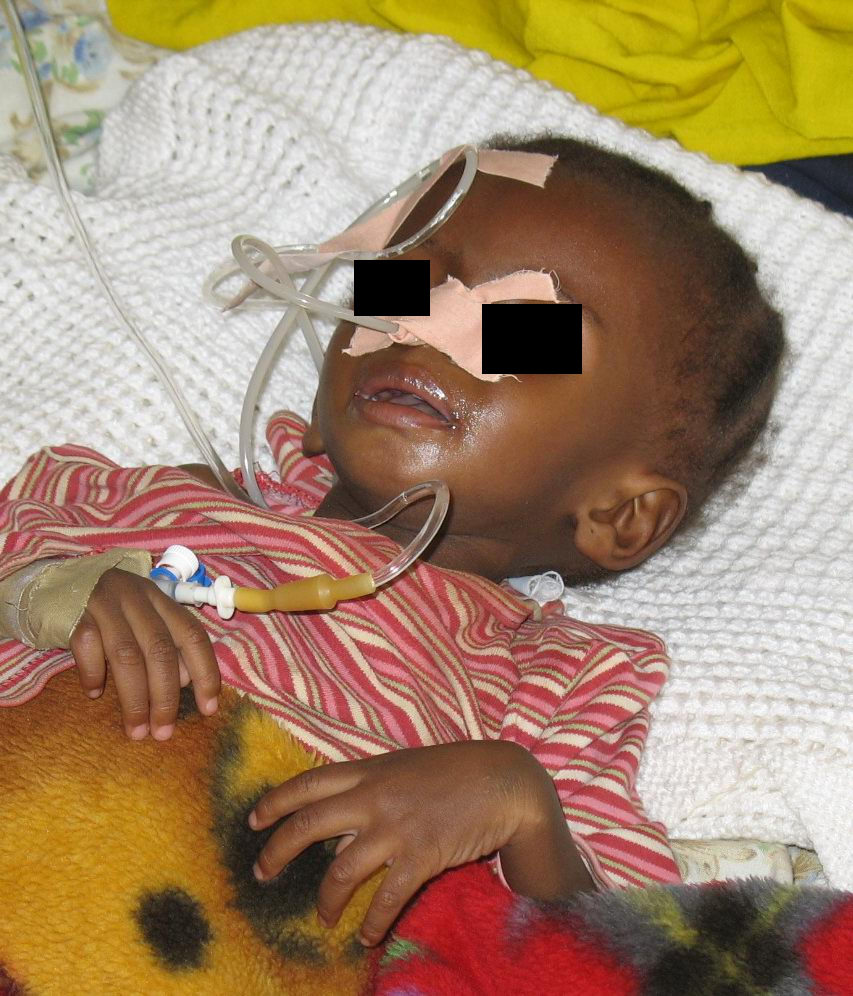
Een kind met een maagsonde

Een sonde kan ingebracht worden door de neus. Een sonde kan ook via de huid rechtstreeks in de maag geplaatst worden. Dit wordt een PEG-sonde genoemd. Indien de sonde rechtstreeks in de nuchtere darm zit, wordt het een PEJ-sonde genoemd.
De keuze van de sonde is afhankelijk van de te verwachten gebruiksduur, leeftijd, lichaamsbouw en de te gebruiken voeding en medicatie. Pvc (polyvinylchloride) is alleen geschikt voor kortdurend gebruik; door inwerking van maagzuur wordt de tip na 7 tot 10 dagen hard. PUR (polyurethaan) is soepel en glad. PUR is thermosensitief en wordt daardoor goed verdragen door het lichaam. Sondes hebben soms een geleidingsdraad (stylet) om inbrengen te vergemakkelijken. Maagsondes van pvc moeten na 5-10 dagen verwisseld worden om te voorkomen dat de sonde te hard wordt en het lichaam beschadigt. Sondes van polyurethaan mogen maximaal 4-6 weken blijven zitten (check hiervoor altijd de gebruiksinstructies van de fabrikant). 

## Soorten sondes
Verschillende vormen van sondes zijn:
- PEG-sonde: in de maag (operatief)
- Maagsonde: sonde in de maag, ingebracht via de neus.
- Sonde voor maagspoelen: charrière van 28 tot max 36, gebruikt bij maagspoelen in geval van medicijnintoxicatie (vooral gebruikt op SEH).
- Sonde voor maaghevelen: meestal gebruikt na operaties en bij sommige maagonderzoeken. Ook geschikt voor toedienen van sondevoeding, vooral in situaties waarbij de patiënt kan gaan braken (bijvoorbeeld bij neurologische patiënten). Deze sondes hebben een dubbel kanaal waardoor vastzuigen aan de maagwand voorkomen wordt. Veel gebruikt op de IC.
- Duodenumsonde: sonde ingebracht door de neus, in de twaalfvingerige darm. Na inbrengen controle met röntgenfoto.
- Jejunumsonde: sonde, ingebracht door de neus, in de dunne darm. Na inbrengen controle met röntgenfoto.
- Percutane Jejunostomie, sonde operatief of via endoscopie of onder röntgendoorlichting direct ingebracht in de nuchtere darm.

## Maagsonde
Een maagsonde is een dunne slang van circa 50 cm (pediatrie) / 90 cm (volwassenen) tot 125 cm (de juiste lengte wordt ingeschat door GWNUF) die wordt ingebracht voor het geven van sondevoeding wanneer de patiënt bijvoorbeeld neurologische problemen heeft of ondervoed is geraakt en niet meer zelf voeding tot zich kan nemen. De maagsonde wordt ingebracht door de neus. Bij de patiënt geeft dit reacties als tranende ogen, kokhalzen en misselijkheid. Het is voor de patiënt moeilijk deze reacties te beheersen. Het uiteinde van de sonde dient op de bodem van de maag te liggen. 
Mogelijke complicaties bij het gebruik van een maagsonde zijn beschadiging van het slijmvlies, aspiratie (pneumonie), benauwdheid, onrust, longontsteking ten gevolge van inbrengen in de luchtpijp, maagslijmvliesbeschadiging door aanprikken met sondepunt of te krachtig opzuigen van maaginhoud (bloeding) en decubitus neuswand (als de maagneussonde in de neus ligt).

## Manier van toedienen
Sondevoeding wordt meestal druppelsgewijs via een voedingspomp toegediend. Een andere manier van toedienen is het via een spuit in laten lopen van de voeding. Dit kan een paar maal per dag gebeuren en is afhankelijk van wat een patiënt kan verdragen zonder misselijk te worden. Frequentie van toedienen varieert 1 tot 10 keer per dag, mede afhankelijk van hoeveel calorieën de patiënt dient te krijgen.

## Soorten sondevoeding
- standaardsondevoeding
- eiwitverrijkte sondevoeding: bij grote wonden of veel vochtverlies
- vezelverrijkte sondevoeding: bij moeilijke stoelgang of obstipatie
- energieverrijkte sondevoeding: bij veel energieverlies of breuken
- energie en vezelverrijkte sondevoeding
- voorverteerde voeding
- hypoallergene sondevoeding: bij overgevoeligheid voor bepaalde voedingsstoffen

## Tijdstip van toediening
Bij een opname op een intensive care tracht men de enterale sondevoeding binnen de 48 uur op te starten. Dit wordt gezien als een essentieel onderdeel van de behandeling van kritisch zieke patiënten en kan helpen om de darmfunctie te ondersteunen. Een Cochrane review van 2019 bekeek in 7 studies of vroeg toegediende enterale voeding voordelen biedt tegenover later toegediende enterale voeding bij ernstig zieke volwassenen. De resultaten waren onzeker omdat de bekeken studies van lage kwaliteit waren. Waarschijnlijk is er geen verschil in mortaliteit, infectieuze complicaties of risico op longontsteking. Eén studie rapporteerde een langere verblijfsduur voor de vroeg enterale groep. De keuze voor vroege of latere toediening van enterale voeding bij ernstig zieke volwassenen kan men bijgevolg maken op basis van de ervaring van de therapeut omdat hier geen wetenschappelijke argumenten voor of tegen zijn.